# مولود حمروش
مولود حمروش (عربی: مولود حمروش؛ زادهٔ ۳ ژانویهٔ ۱۹۴۳) یک سیاستمدار اهل الجزایر است. وی از ۵ سپتامبر ۱۹۸۹ تا ۵ ژوئن ۱۹۹۱ رئیس حکومت الجزایر بود.